# Criniferoides leucogaster
El turaco ventriblanco, turaco de vientre blanco o turaco vientre blanco (Criniferoides leucogaster, sin.: Crinifer leucogaster y Corythaixoides leucogaster) es un ave perteneciente a la familia Musophagidae dentro del orden Musophagiformes que habita en el Cuerno de África, Kenia y Tanzania. 

## Taxonomía
Existe debate dentro de la comunidad científica sobre si esta especie debe clasificarse en el género Corythaixoides o es lo suficientemente distinto para tener un género propio: Criniferoides. No se le reconocen subespecies.

## Descripción
Mide unos 50 cm (de los cuales la mitad corresponden a la cola) y pesa entre 170 y 250 g, siendo la hembra más pesada que el macho. Las partes superiores del cuerpo el color predominante es el gris oscuro y le cubre desde la cresta eréctil (de hasta 6 cm) toda la cabeza y el cuello, la espalda, alas y cola. La parte inferior del cuerpo es de un blanco pálido. La parte interna de las alas presenta una mancha blanca que solo es visible durante el vuelo. La cola presenta tres franjas negra-blanca-negra en la parte interna que es un rasgo característico de esta especie. El pico es negro en los machos y verde claro en las hembras que se torna en amarillo en la temporada reproductiva. Es la única especie de turaco que presenta dimorfismo sexual. Los ejemplares inmaduros son muy parecidos a los adultos pero con un plumaje más pardo donde los adultos lo tienen blancuzco. 

## Distribución y hábitat
Vive en África Oriental ocupando el Cuerno de África al norte y bajando hasta Tanzania.
Su hábitat son entornos secos como sabanas con árboles dispersos, zonas de matorral y semidesiertos; hasta 1700 m sobre el nivel del mar.

## Comportamiento
El turaco vientriblanco es un ave sedentaria que solo realiza movimientos locales buscando agua y alimento. Son aves gregarias que se concentran en grupos familiares de hasta 10 individuos. Son territoriales y una pareja reproductora probablemente mantiene su territorio durante todo el año. Es una especie arbórea que pasa la mayor parte del tiempo en los árboles alimentándose, socializando o descansando. Sus descensos al suelo para beber y buscar alimento son cortos pues son más vulnerables al ataque de los depredadores. Son buenos voladores pues en su hábitat los árboles se encuentran dispersos y el vuelo es un método fundamental de movimiento para este turaco.  
Se alimenta principalmente de frutas, flores, néctar, semillas y brotes de acacias. También puede comer insectos, sobre todo termitas. En muchas zonas se lo considera una plaga pues se adentra en plantaciones y cultivos humanos para alimentarse de frutas y hortalizas. 
La temporada de reproducción varía según la zona y suele estar asociada a la estación de lluvias. Durante el cortejo las aves se perseguirán de árbol en árbol y realizaran exhibiciones inclinando y agitando la larga cola y subiendo y bajando la cresta. Es un ave monógama y la pareja compartirá las tareas de incubación, alimentación y cuidado de los polluelos. El nido se coloca en un árbol tipo acacia, a 3-12 m del suelo. La hembra pone 2-3 huevos azulados pálidos que se incubarán durante 4 semanas aproximadamente. El primer vuelo de las crías ocurre aproximadamente 4–5 semanas después de la eclosión. Sin embargo, todavía dependerán de los padres para alimentarse durante varias semanas.

## Conservación
Está clasificada por la UICN como de preocupación menor debido a la amplitud de su área de distribución y a que las poblaciones de este ave se encuentran estables.

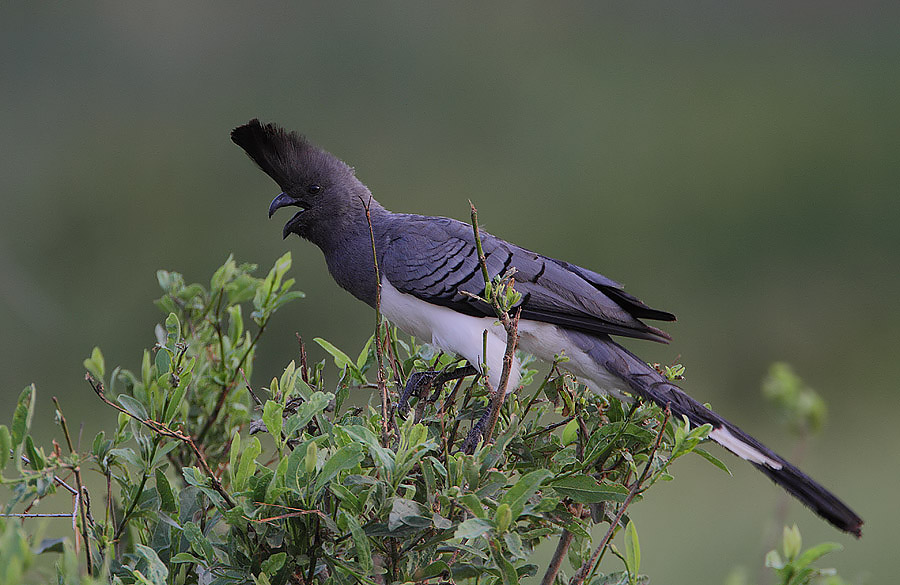
Macho en Kenia
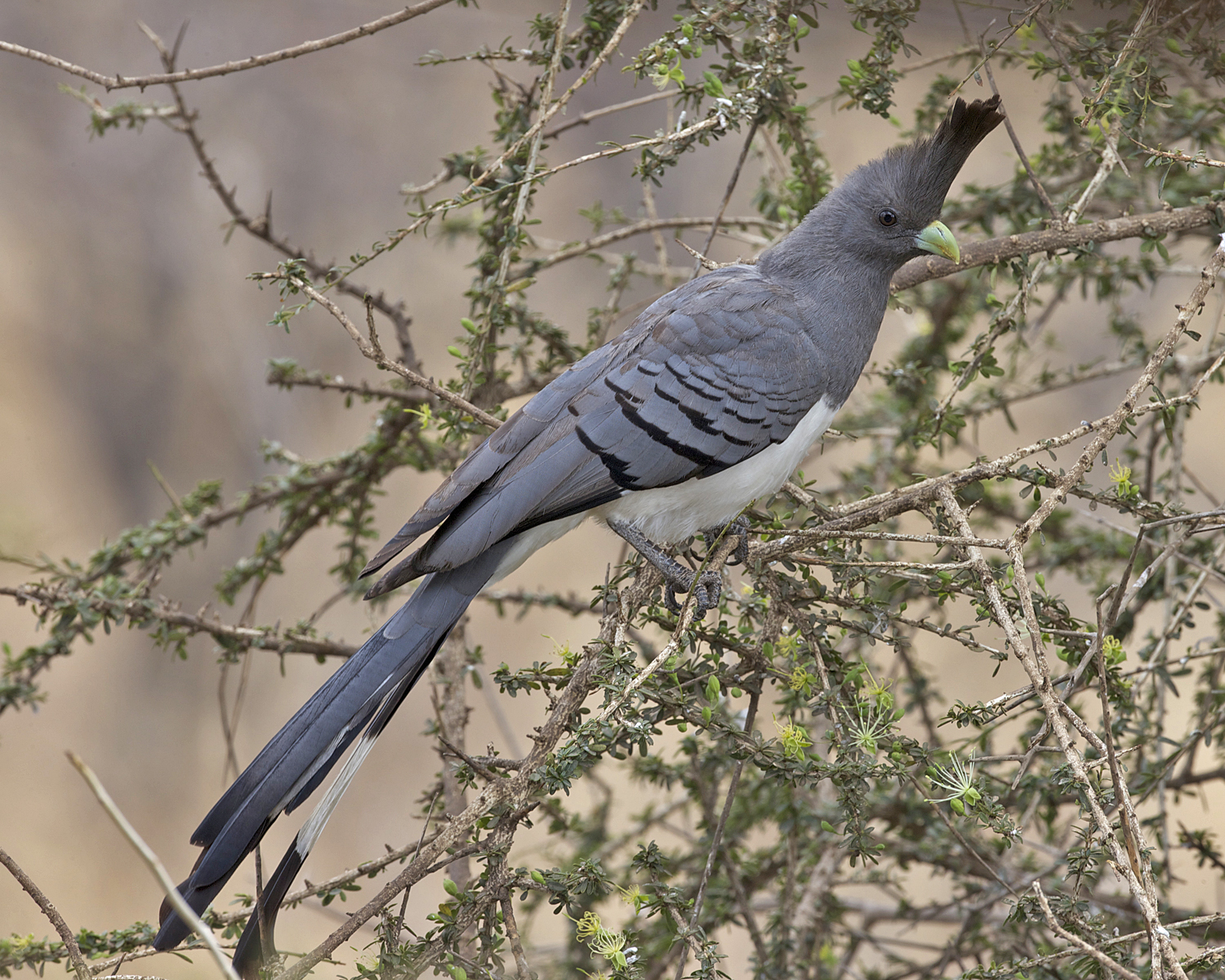
Hembra
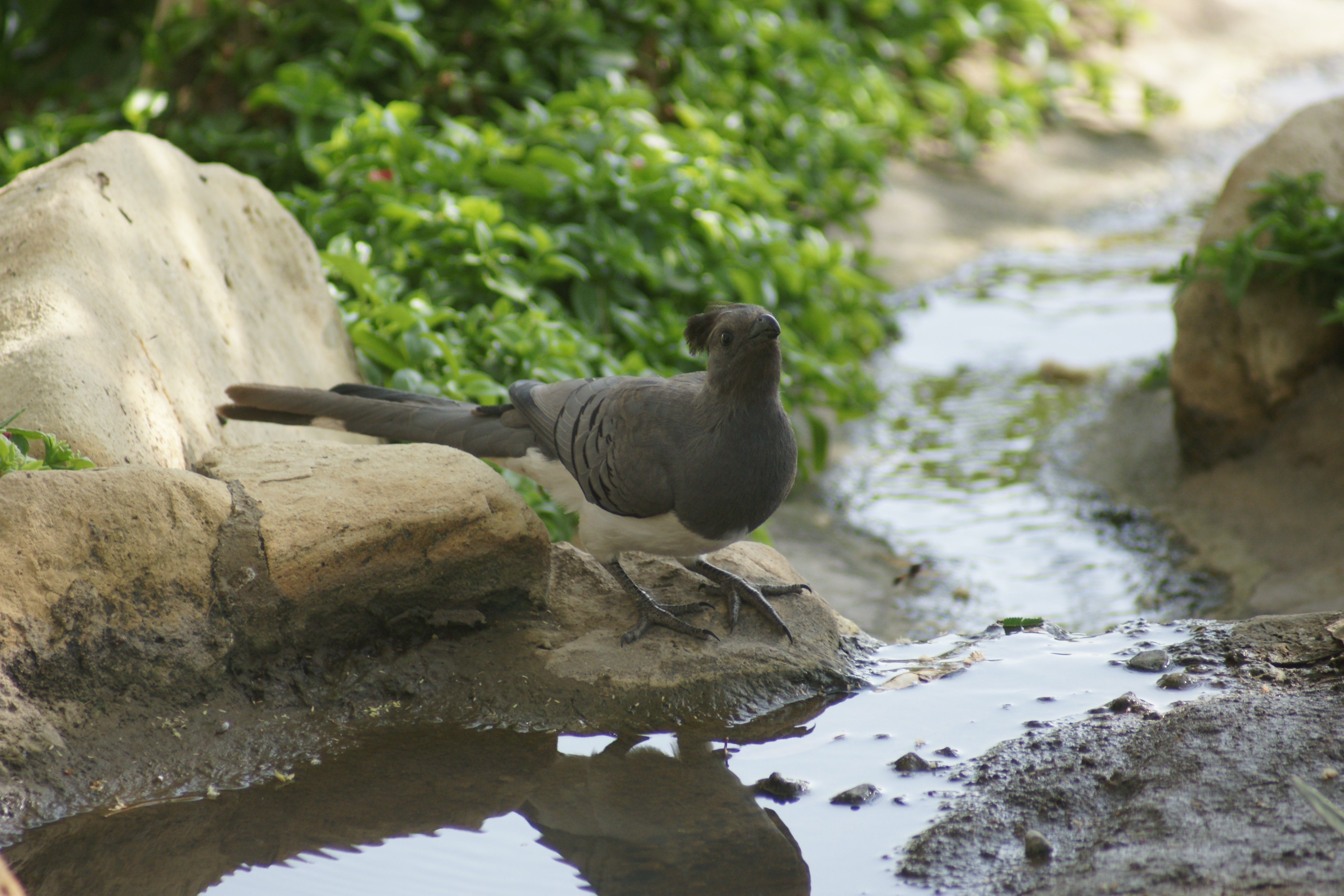
Macho